# Gouverneurswahl in New York 1838
Die Gouverneurswahl in New York von 1838 fand zwischen dem 5. und 7. November 1838 statt, es wurden der Gouverneur und der Vizegouverneur von New York gewählt.

## Kandidaten
William H. Seward trat mit Luther Bradish als Running Mate für die Whig Party an und William L. Marcy mit John Tracy für die Demokratische Partei.

## Ergebnis
| Bild   | Kandidat          | Partei               | Stimmen | Stimmen  |
| Bild   | Kandidat          | Partei               | Anzahl  | Prozent  |
| ------ | ----------------- | -------------------- | ------- | -------- |
|        | William H. Seward | Whig Party           | 192.864 | 51,39 %  |
|        | William L. Marcy  | Demokratische Partei | 182.444 | 48,61 %  |
| Gesamt | Gesamt            | Gesamt               | 375.308 | 100,00 % |